# Dead End (EP)
Dead End är en EP av Kristofer Åström & Hidden Truck, utgiven 2003.

## Låtlista
Där inte annat anges är låtarna skrivna av Kristofer Åström.
1. "One Good Moment" – 4:00
2. "Satan" – 4:16
3. "You Are My Sunshine" – 4:07 (Jimmy Davis, Charles Mitchell)
4. "If You Really Wanna Know" – 4:21
5. "One More Drink" – 4:02

## Mottagande
Dagens skiva gav betyget 8/10.

### Fotnoter
1. ↑  ”Dead End”. Discogs.com. http://www.discogs.com/Kristofer-%C3%85str%C3%B6m-Hidden-Truck-Dead-End/release/1388317. Läst 26 februari 2012.
2. ↑  ”Dead End”. Svensk mediedatabas. http://smdb.kb.se/catalog/search?q=kristofer+%C3%A5str%C3%B6m+dead+end&x=0&y=0. Läst 26 februari 2012.
3. ↑  Ekelöf, Patrik. ”Ännu en pusselbit på plats”. Dagensskiva.com. http://dagensskiva.com/2003/04/17/kristofer-astrom-hidden-truck-dead-end-ep-2/. Läst 26 februari 2012.